# 蔡振红
蔡振红（1963年9月—），山东昌邑人。男，汉族。1984年7月参加工作，1988年7月加入中国共产党。山东大学经济学系政治经济学专业毕业，经济学学士学位。

## 简历
1980年9月，在山东大学经济学系政治经济学专业学习。
1984年7月，任中华人民共和国劳动人事部工资司企业内部分配处干部。1988年7月，任中华人民共和国劳动部工资司企业内部分配处干部。1992年7月，任企业内部分配处副处长。1994年1月，任劳动部办公厅综合处副处长。1996年2月，任综合处处长。1998年7月，任中华人民共和国劳动和社会保障部办公厅调研处处长。
1999年4月，任劳动和社会保障部养老保险司副司长。2006年3月，任劳动和社会保障部养老保险司司长。2008年6月，任中华人民共和国人力资源和社会保障部养老保险司司长（其间于2007年7月至2009年7月，挂职任中共绵阳市委常委、副市长）。
2015年4月，任湖南省人民政府党组成员。2015年5月，接替调任中共云南省纪委书记的张硕辅，任湖南省人民政府副省长。2016年11月，任中共湖南省委常委、宣传部部长。2016年12月，辞去湖南省副省长职务。
2019年5月，任中华全国供销合作总社党组成员，次月出任该社理事会副主任。2020年9月，出任中华全国供销合作总社监事会主任。